# Điện Mặt Trời Bình Nguyên
Điện Mặt Trời Bình Nguyên là nhà máy điện Mặt Trời xây dựng trên vùng đất xã Bình Nguyên huyện Bình Sơn tỉnh Quảng Ngãi. Điện Mặt Trời Bình Nguyên có công suất lắp máy 50 MW, khởi công 20 tháng 9 năm 2018, hoàn thành tháng 6 năm 2019.
Nhà máy có diện tích hoạt động trên 56 ha, sản lượng điện hằng năm ước đạt 73,7 triệu KWh, bố trí trên đất lâm nghiệp ở vùng đồi núi phía tây của huyện Bình Sơn. Chủ đầu tư là liên doanh của Tập đoàn Trường Thành Việt Nam và Tập đoàn Sermsang của Vương quốc Thái Lan.